# 徐永周
徐永周（？—1648年），字公穆，保寧府閬中縣人，明朝、南明政治人物。

## 生平
徐永周是侍郎徐紹吉的兒子，諸生出身，得時人稱譽；天啟初年奢崇明作亂，他守城有功，與劉泌以詩文入貢國子監。弘光帝繼位，他歌頌帝德而獲授翰林院孔目，外任婺源知縣，和諸生畢熙載迎接黃道周。隆武帝以他有才華，授與檢討，他自謙說自己並非進士出身，隆武帝笑說：「朕看過你的詩文，料想你是進士。」因此改任禮部主事，再調刑部；其後跟隨王祁在建寧戰死，妻子王氏及母親、姑母也罵寇而死。

## 引用
1. 1 2  錢海岳《南明史·卷四十三·列傳第十九》：永周，字公穆，閩中人，侍郎紹吉子。為諸生，有時譽。天啟初，奢崇明亂，守城有功，與劉泌以詩貢太學。
2. ↑  錢海岳《南明史·卷四十三·列傳第十九》：紹宗承祚……徐永周有才藻，授簡討，或自言不繇進士者。上笑曰：「朕覽其詩文，意為進士。」遂改禮部主事。……安宗立，獻頌千均，除翰林孔目，出為婺源知縣，與諸生畢熙載迎黃道周。後調刑部。從王祁死建寧。妻王及母姑罵寇死。